# Surguja (huyện)
Huyện Surguja là một huyện thuộc bang Chhattisgarh, Ấn Độ. Thủ phủ huyện Surguja đóng ở Ambikapur. Huyện Surguja có diện tích 15765 ki lô mét vuông. Đến thời điểm năm 2001, huyện Surguja có dân số 1970661 người.